# Innere Wetterspitze
Die Innere Wetterspitze ist ein 3053 m ü. A. hoher Berg in den Stubaier Alpen in Tirol. Sie liegt zwischen Stubai- und Gschnitztal, erhebt sich nördlich über dem Simmingjöchl und ist durch das Lautererseejoch von der etwas höheren Äußeren Wetterspitze (3070 m) getrennt. Die Wetterspitzen gehörten zum Habichtkamm, einem Gebirgskamm, der nahe den Feuersteinen vom Alpenhauptkamm abzweigt und in nordöstlicher Richtung bis zur Elferspitze verläuft.

## Anstiege
Der leichteste Anstieg führt von der Bremer Hütte durch die Ostflanke, über das Schneekachl und den Nordgrat in drei Stunden auf den Gipfel (I). Zudem existiert ein bis zum Gipfel markierter Steig über den Ostgrat. Dieser ist teilweise versichert, sehr ausgesetzt und erfordert Klettern im II. Schwierigkeitsgrad. Von der Bremer Hütte beansprucht diese Anstiegsvariante zwei Stunden.

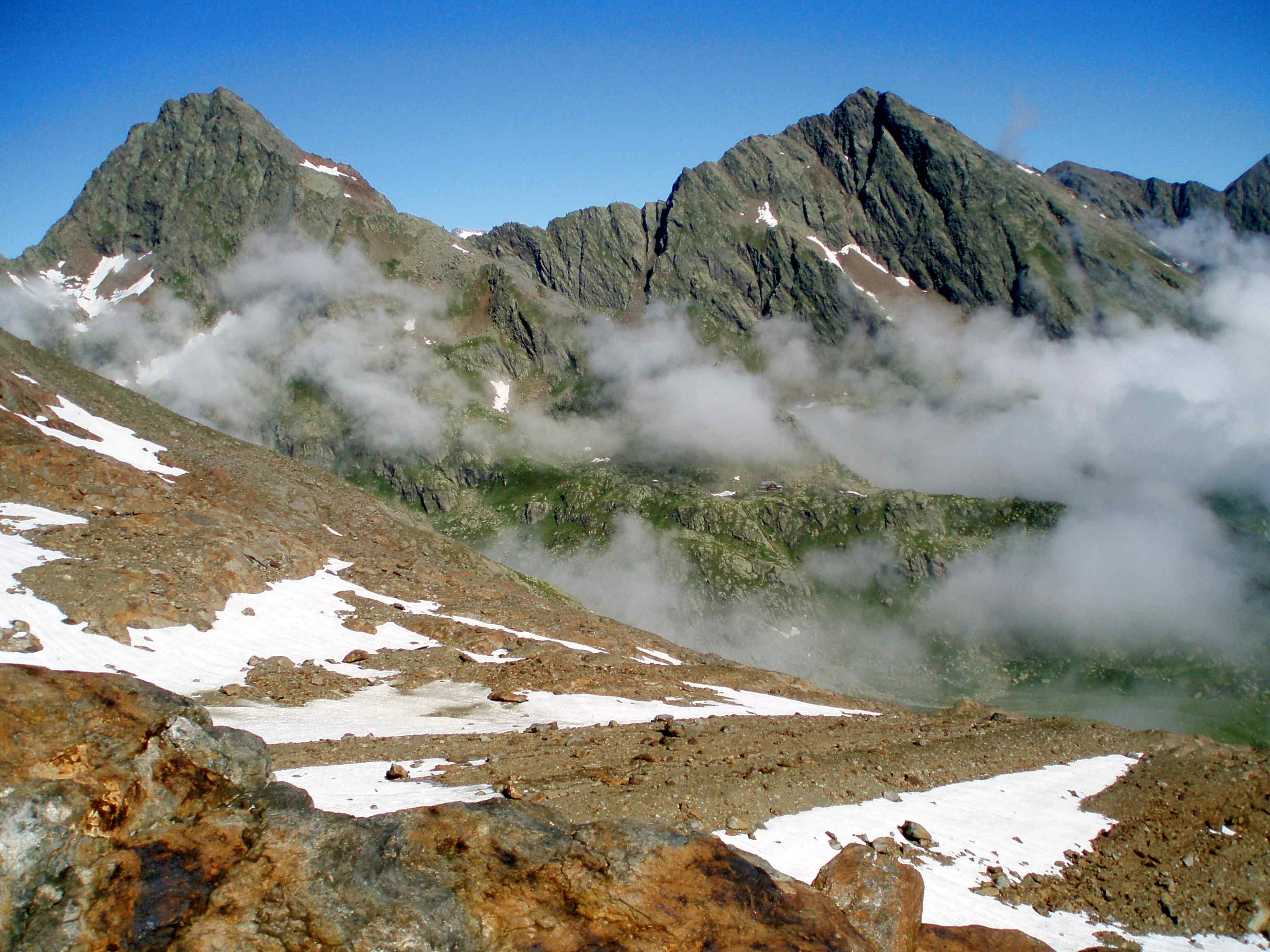
Innere (links) und Äußere Wetterspitze von Südosten
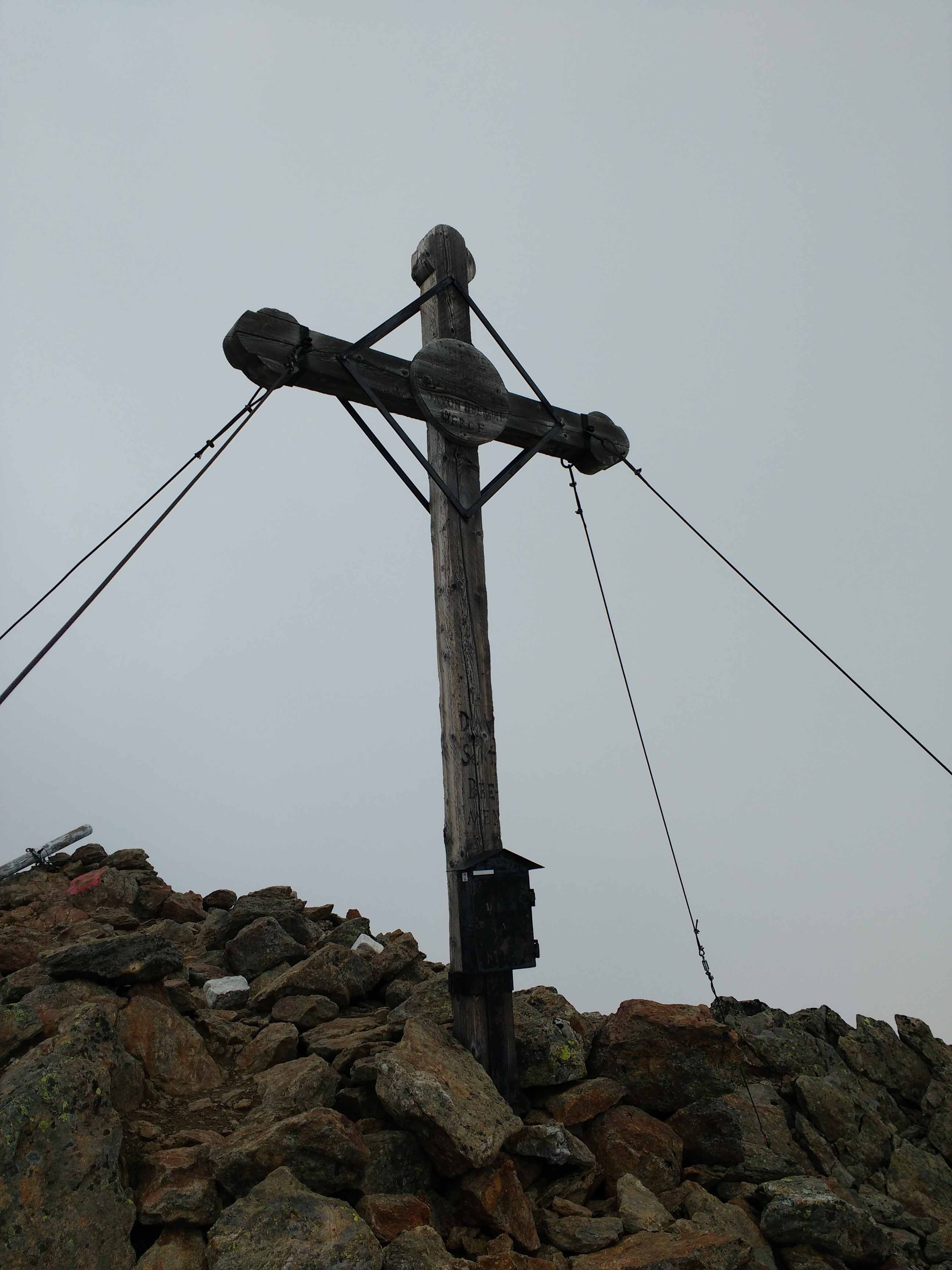
Gipfelkreuz